# Sofia Linde
Sofia Linde (ur. 12 stycznia 1995) – szwedzka lekkoatletka, wieloboistka.
W 2011 zajęła 8. miejsce na mistrzostwach świata juniorów młodszych w Lille Metropole. Czwarta zawodniczka juniorskich mistrzostw świata z Barcelony (2012). Na początku 2013 zajęła 5. miejsce na halowych mistrzostwach Europy w Göteborgu. W tym samym roku została wicemistrzynią Europy juniorów w siedmioboju. Złota medalistka mistrzostw Szwecji.

## Osiągnięcia
| Rok  | Impreza                               | Miejsce         | Konkurencja          | Lokata      | Wynik     |
| ---- | ------------------------------------- | --------------- | -------------------- | ----------- | --------- |
| 2011 | Mistrzostwa świata juniorów młodszych | Lille Metropole | siedmiobój (kadetek) | 8. miejsce  | 5298 pkt. |
| 2012 | Mistrzostwa świata juniorów           | Barcelona       | siedmiobój           | 4. miejsce  | 5872 pkt. |
| 2013 | Halowe mistrzostwa Europy             | Göteborg        | pięciobój            | 5. miejsce  | 4531 pkt. |
| 2013 | I liga pucharu Europy w wielobojach   | Nottwil         | siedmiobój           | 9. miejsce  | 5564 pkt. |
| 2013 | Mistrzostwa Europy juniorów           | Rieti           | siedmiobój           | 2. miejsce  | 6081 pkt. |
| 2013 | Mistrzostwa świata                    | Moskwa          | siedmiobój           | 25. miejsce | 5822 pkt. |
| 2014 | Mistrzostwa świata juniorów           | Eugene          | siedmiobój           | 6. miejsce  | 5616 pkt. |

## Rekordy życiowe
| Konkurencja      | Wynik     | Miejsce  | Data          |
| ---------------- | --------- | -------- | ------------- |
| Pięciobój (hala) | 4531 pkt. | Göteborg | 1 marca 2013  |
| Siedmiobój       | 6081 pkt. | Rieti    | 19 lipca 2013 |